# Mstislav Andreevič
Mstislav Andreevič (in russo Мстислав Андреевич?; ... – 28 marzo 1172) fu il secondogenito del principe di Vladimir-Suzdal' Andrea Bogoljubskij.

## Discendenza
Mstislav ebbe un figlio di nome Basilio, ma non si conoscono informazioni sulla sua vita e sulla data di morte. Di lui vengono menzionate soltanto la sua data di nascita e la sua presenza sepoltura di suo padre, Mstislav Andreevič, quando aveva un paio di anni.